# Запланина
Запланина (словен. Zaplanina) — поселення в общині Врансько, Савинський регіон, Словенія. 
Висота над рівнем моря: 667,4 м.